# 马蒂·康伦
马丁·迈克布赖德·康伦（英語：Martin McBride Conlon，1968年1月19日—），美国NBA联盟的前职业篮球运动员。